# 天主圣三堂 (昂热)
天主圣三堂（法語：Église de la Trinité d'Angers）是法国昂热的一座罗马天主教教堂，建于12世纪。

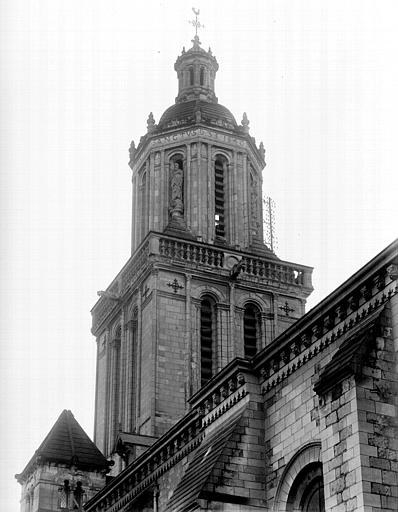
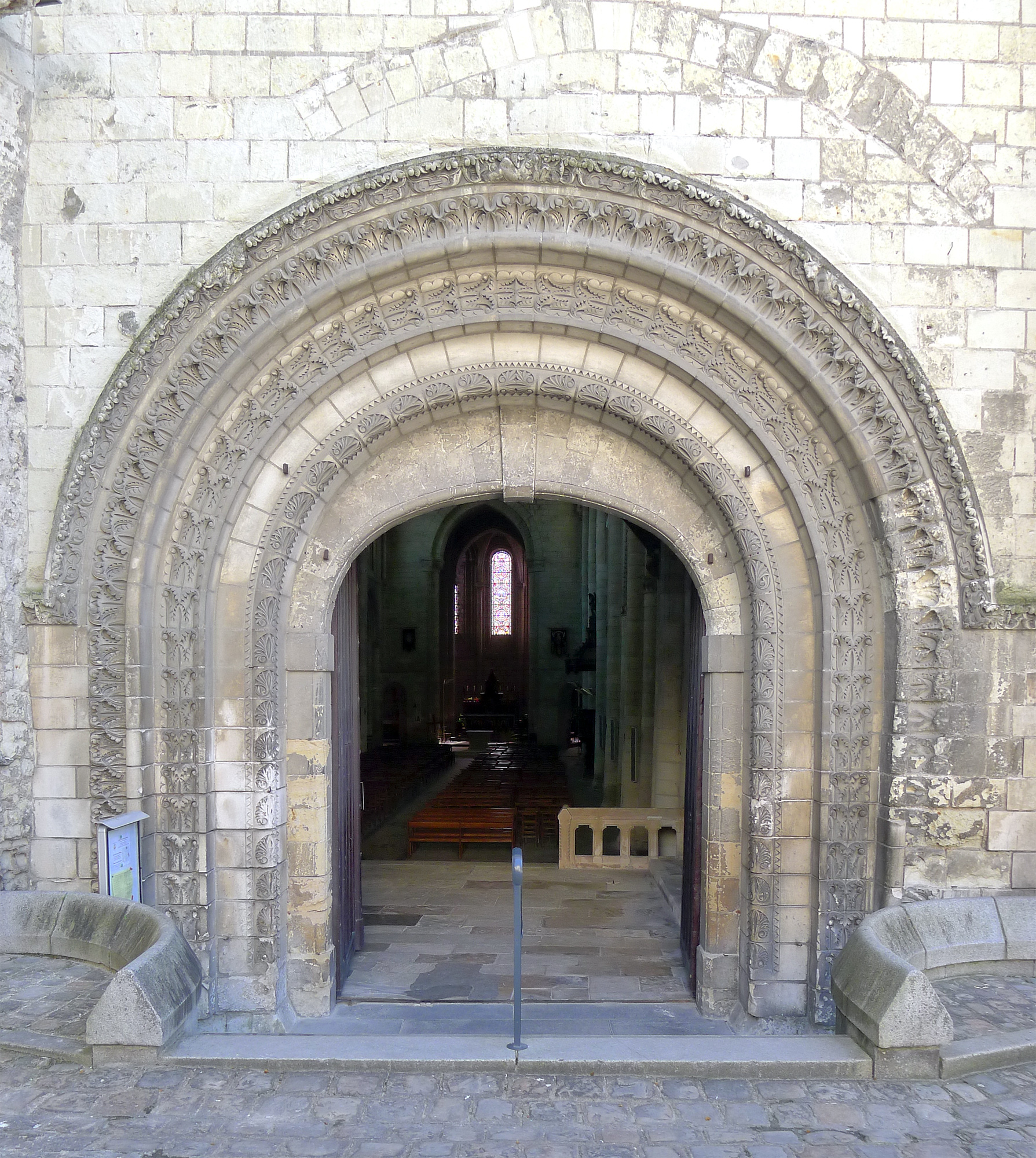
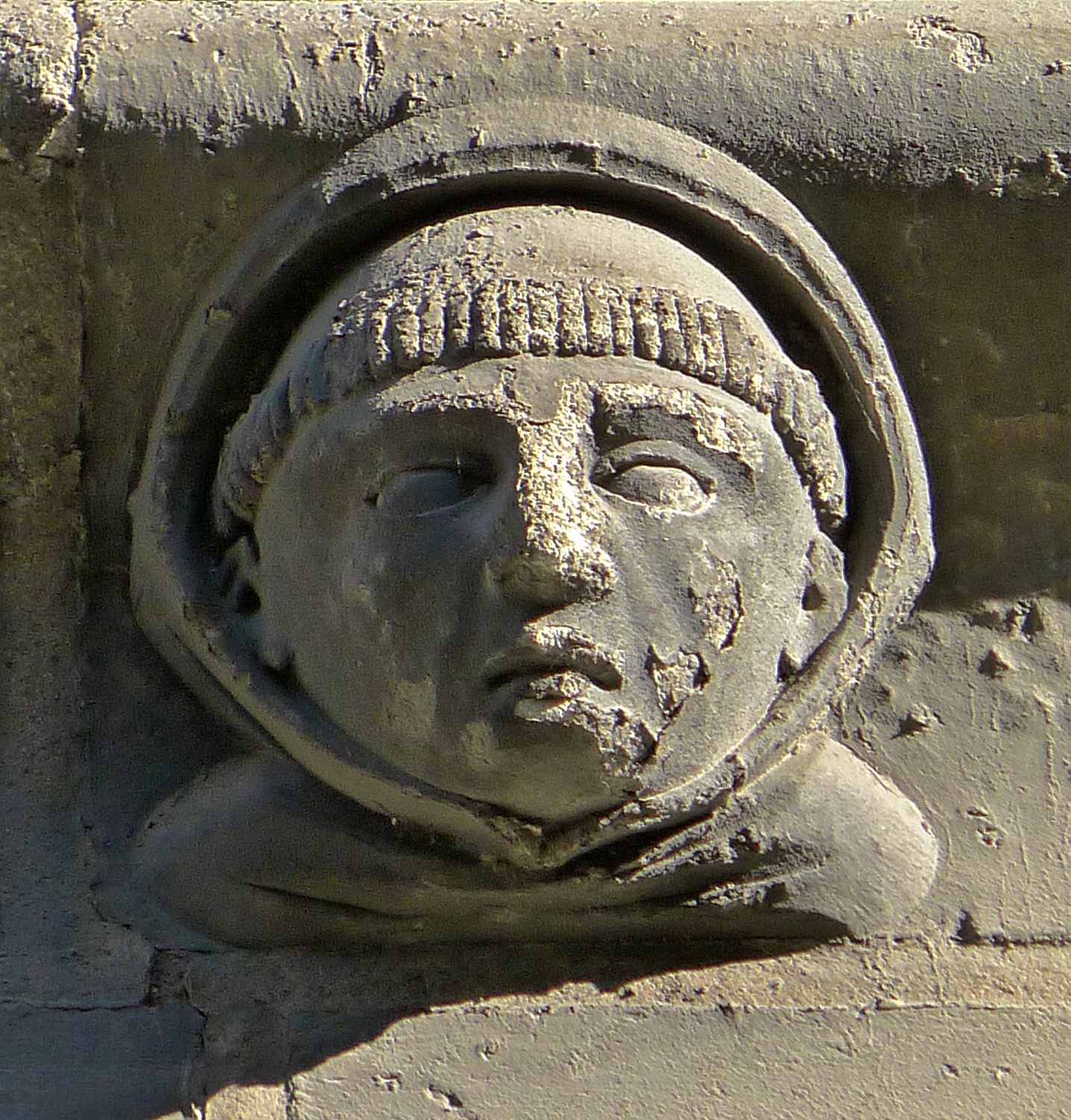
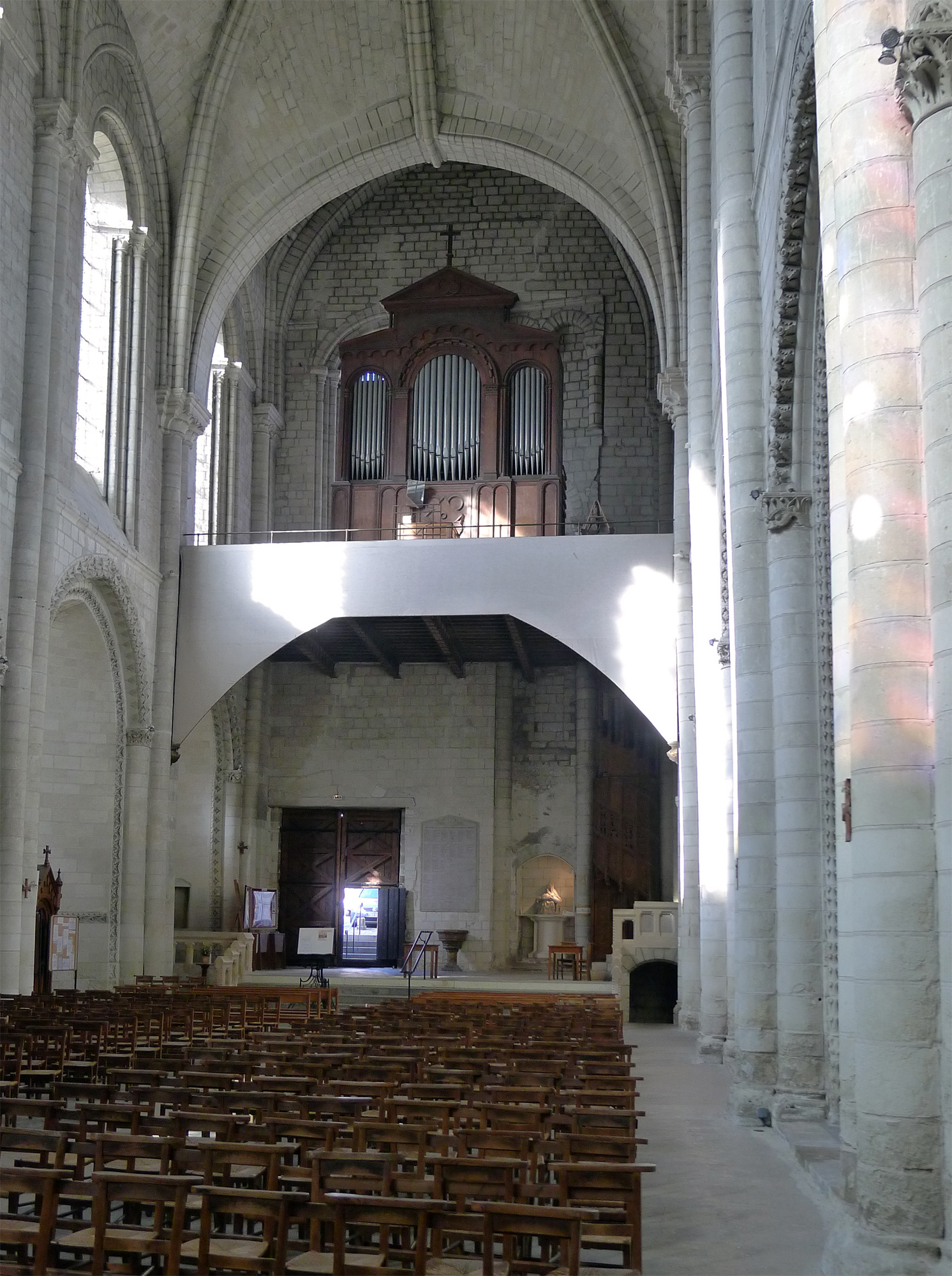
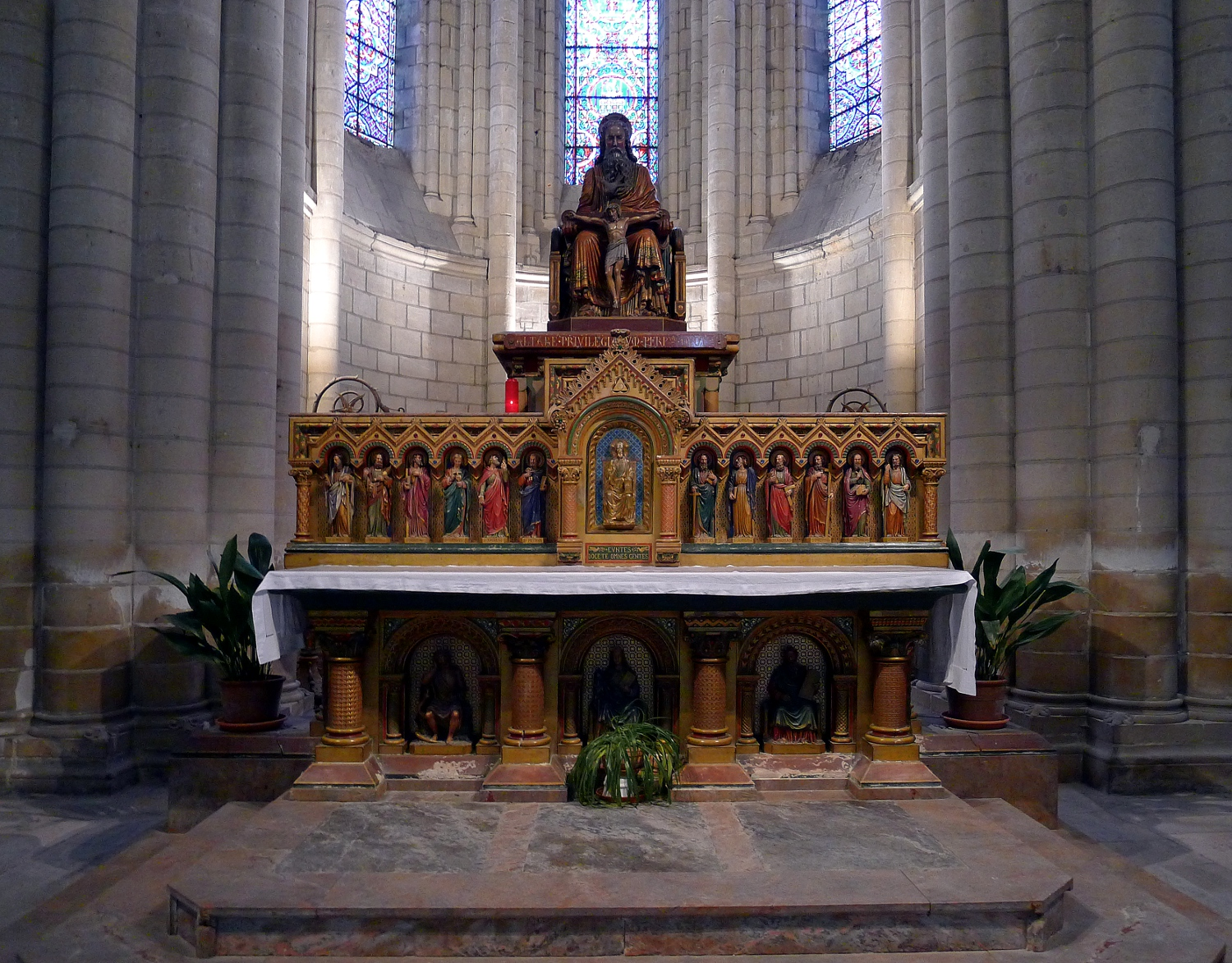
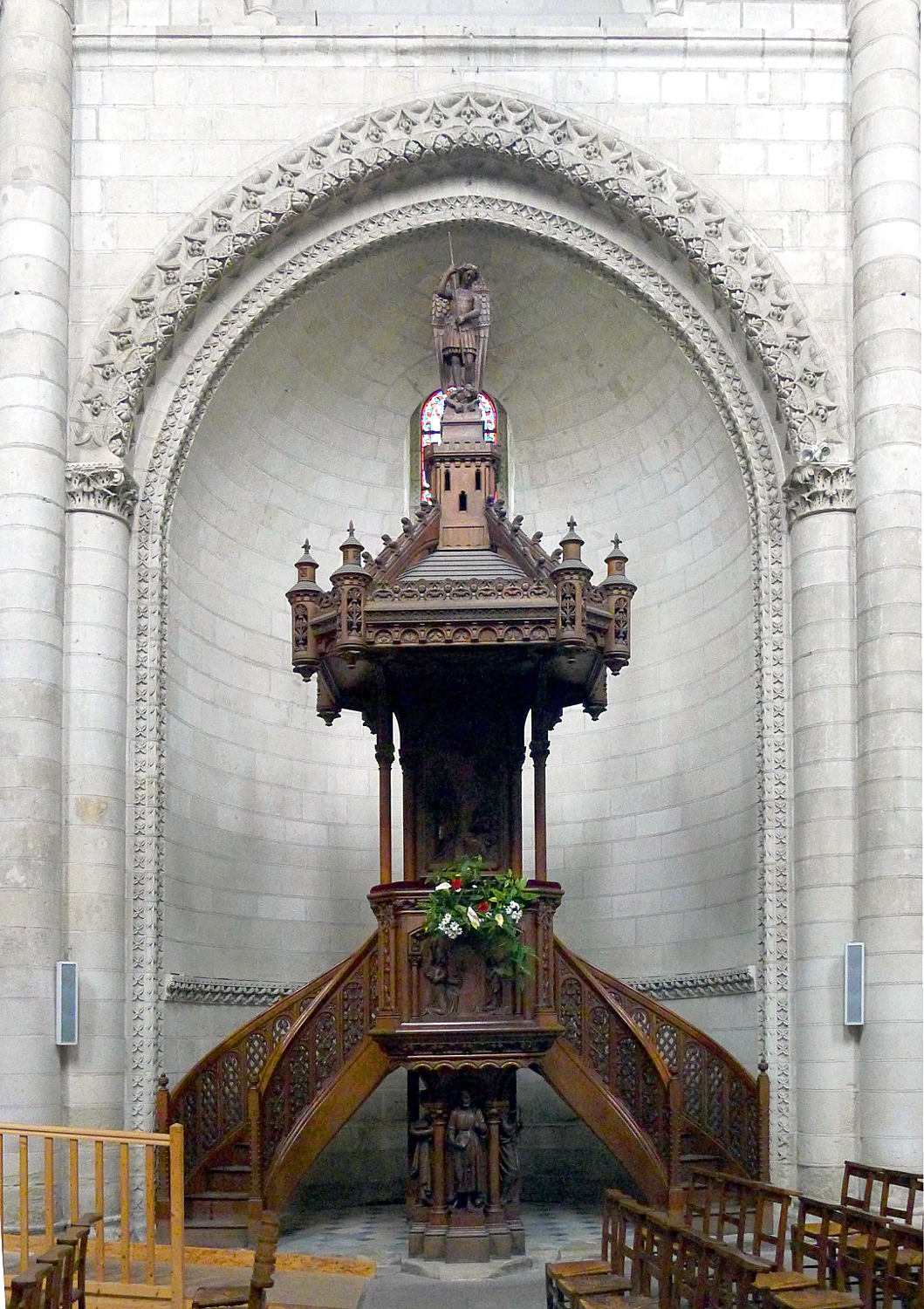
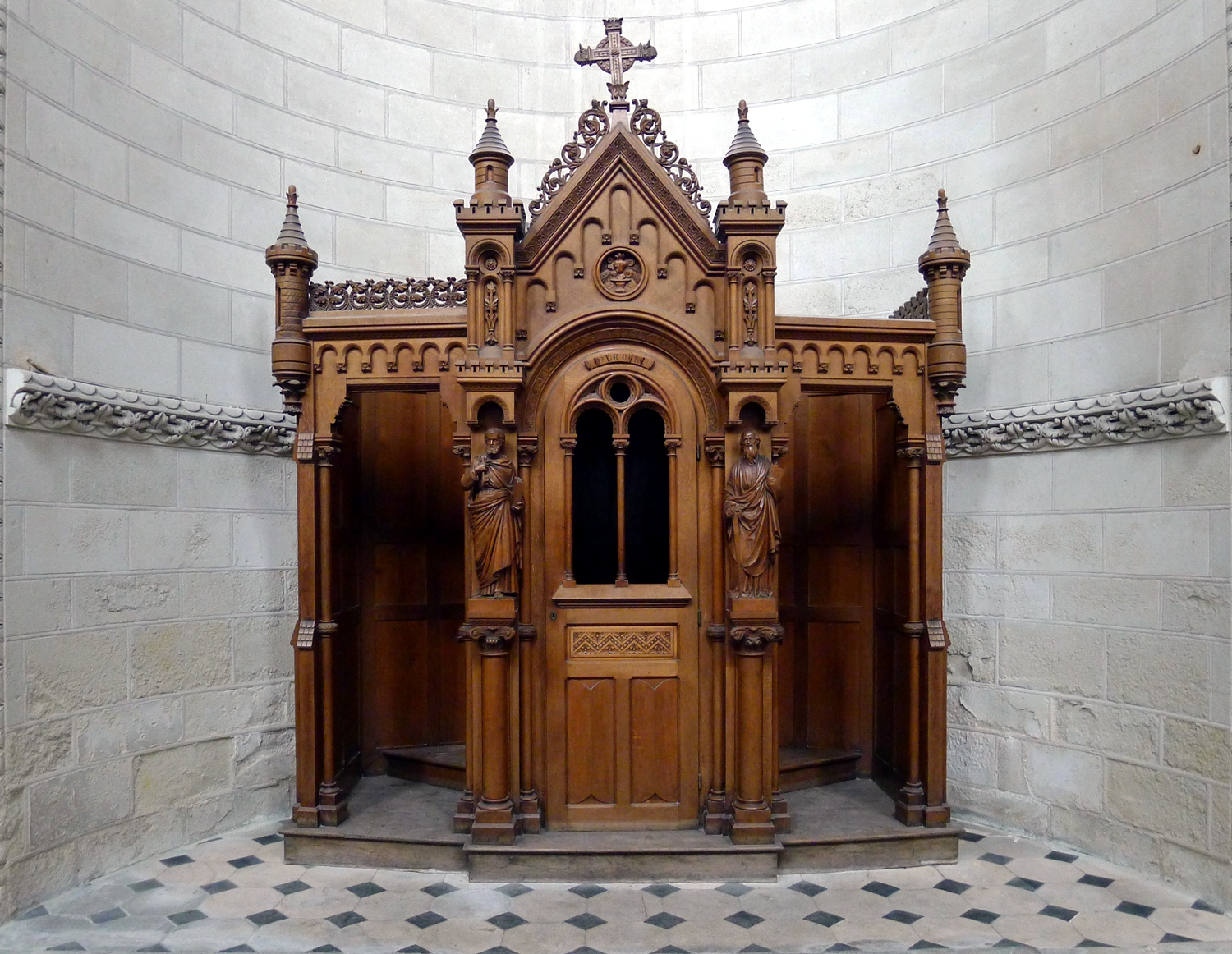
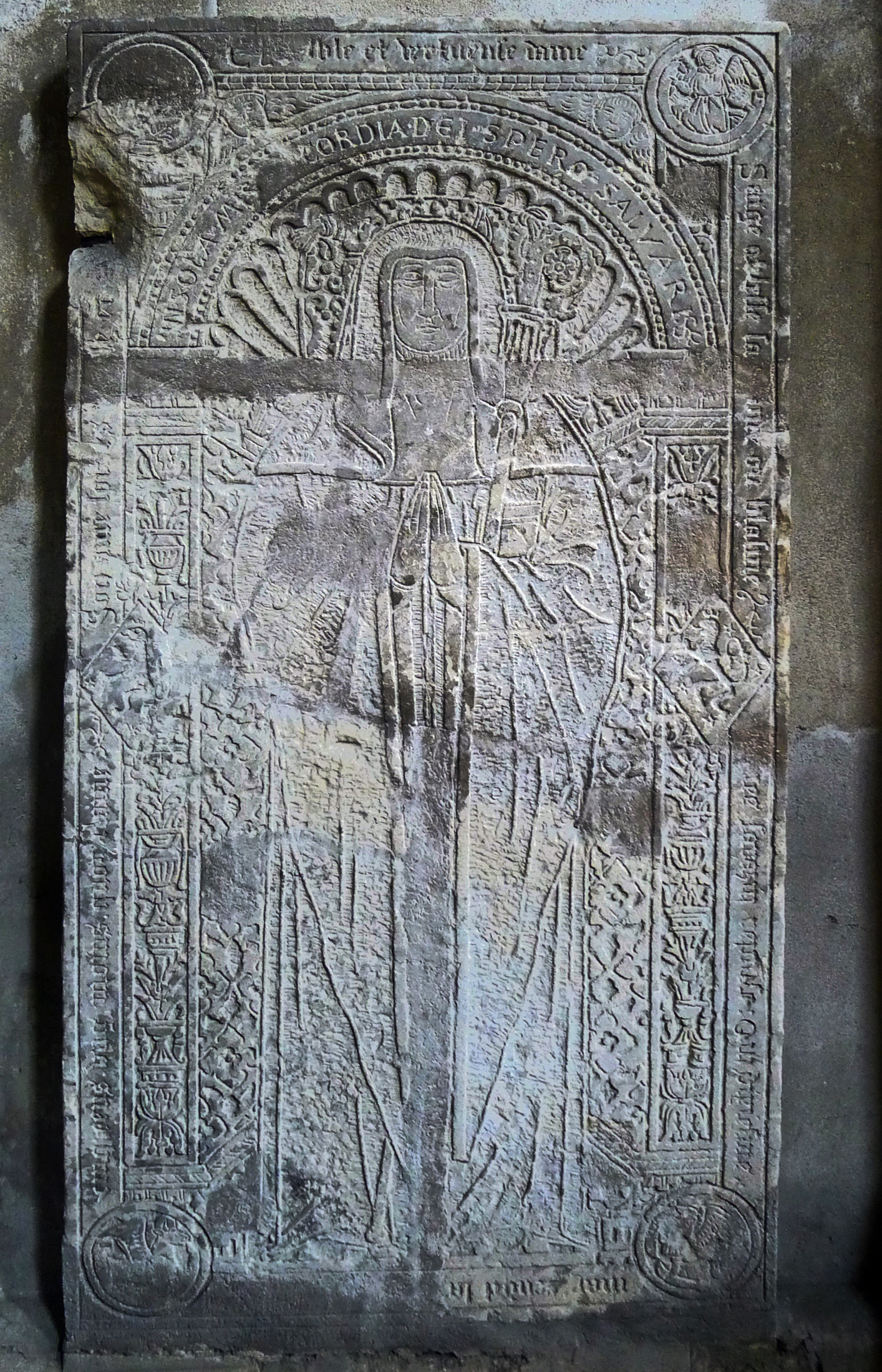
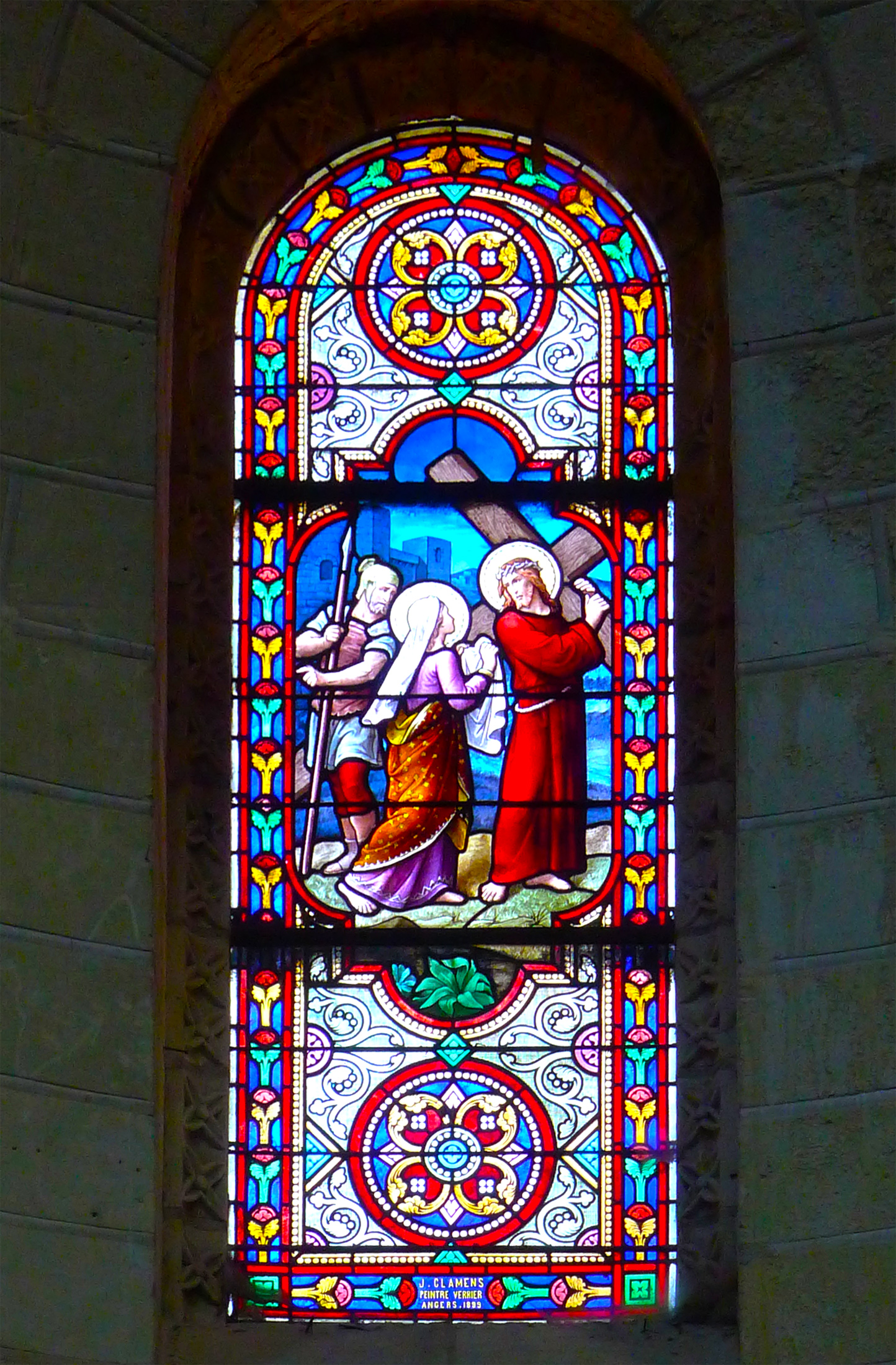
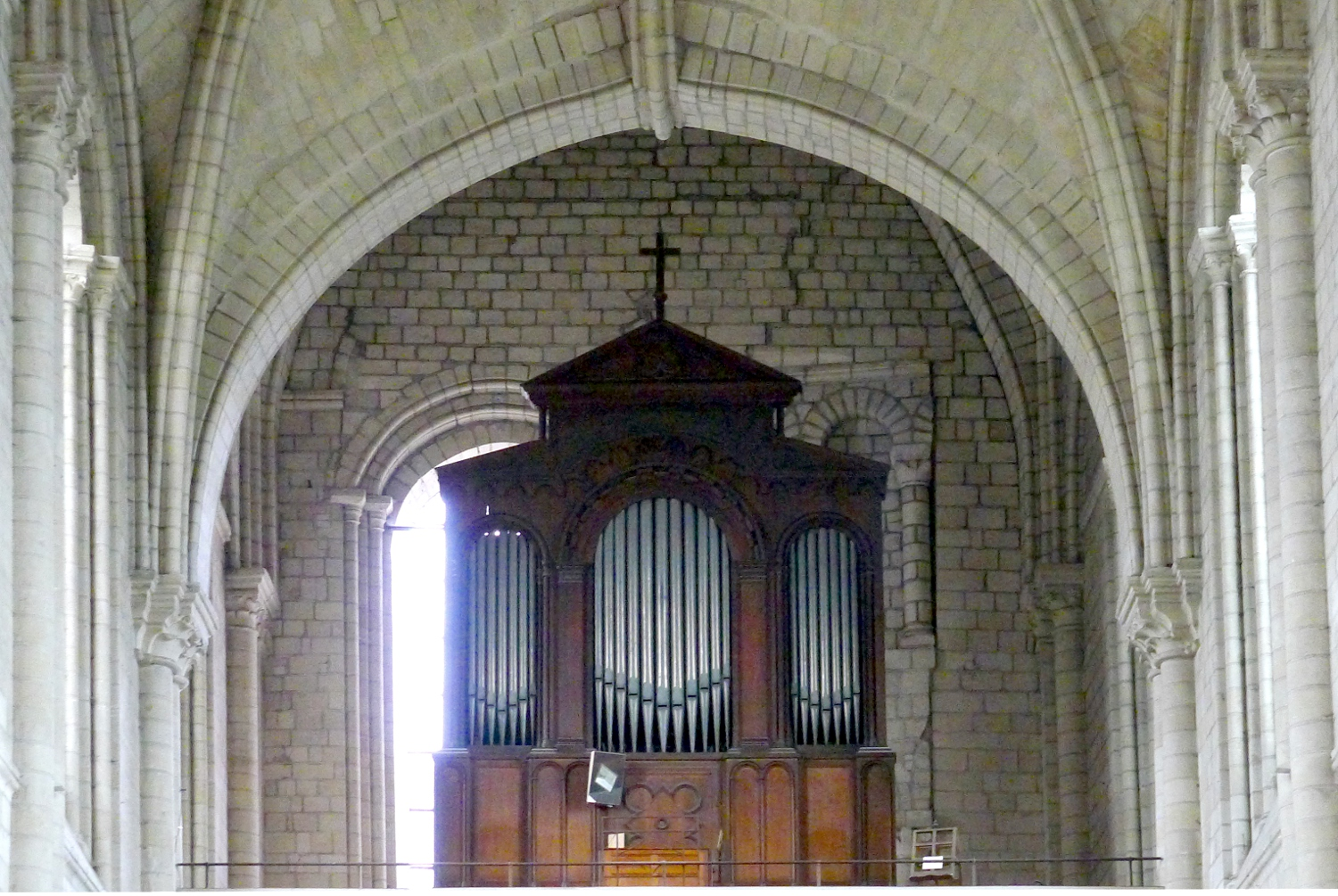
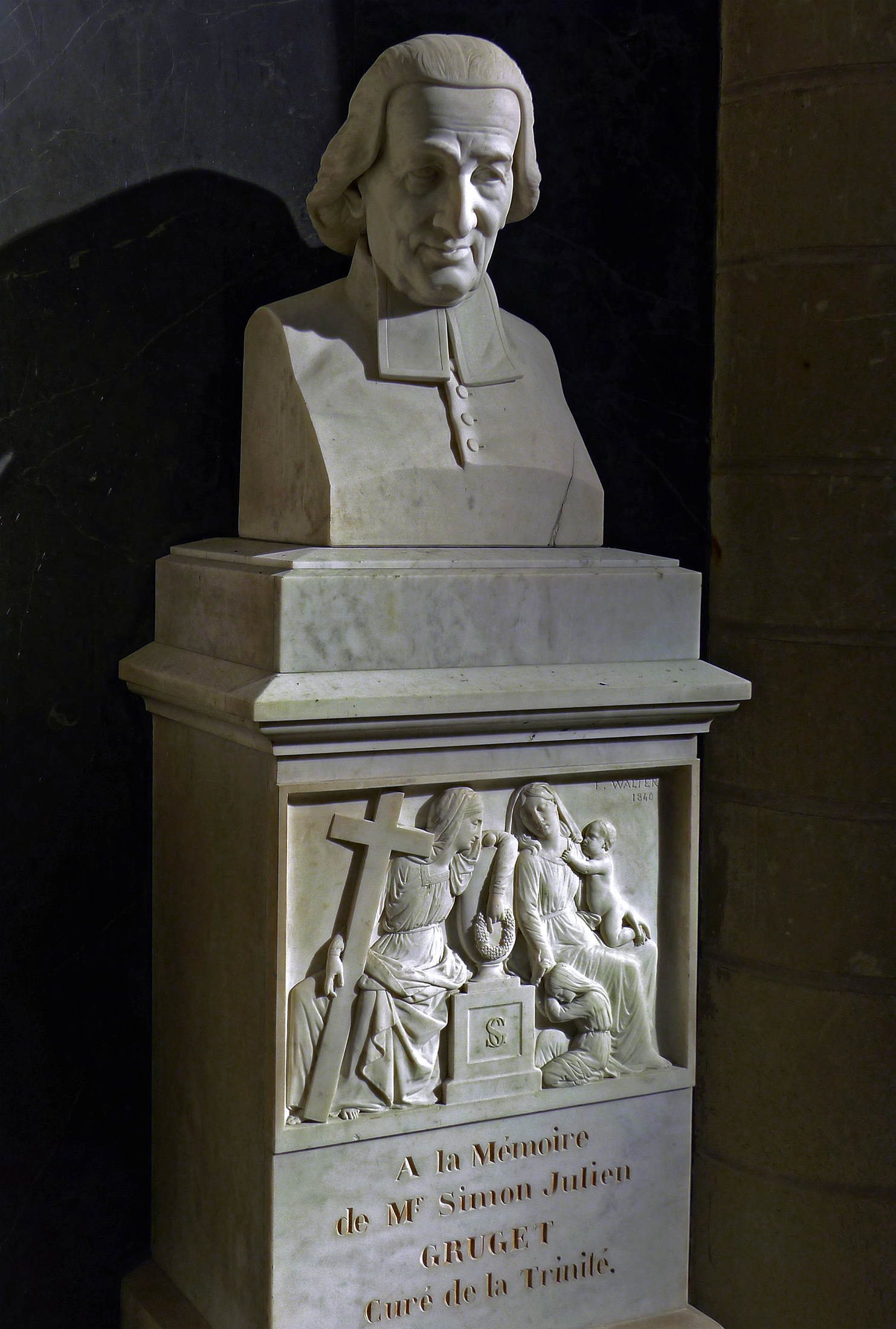
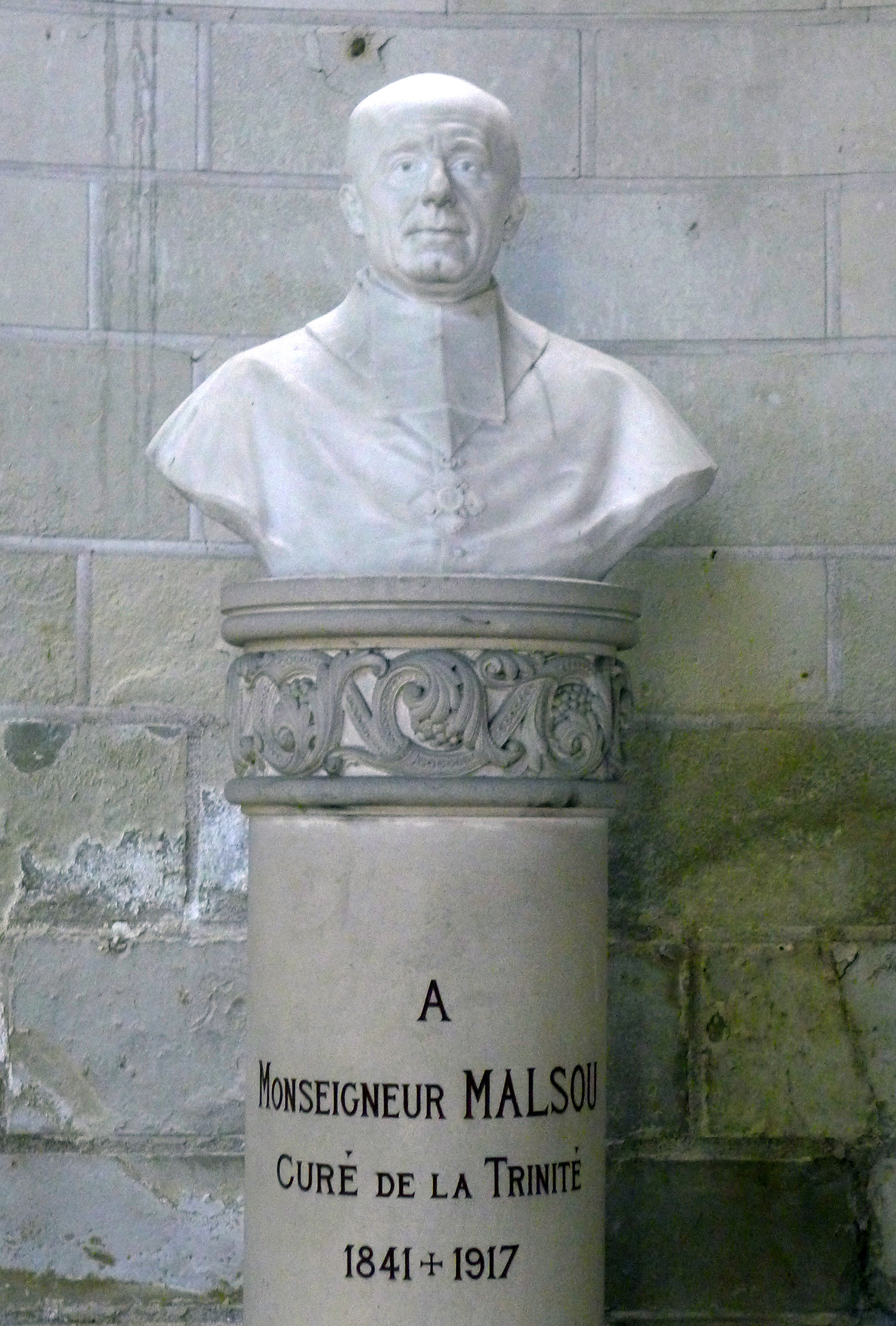

该建筑于1840年列为法国历史古迹。

### 引用
1. ↑  . 法国文化部，梅里美数据库 （法语）.